# Verborg
De havezate Verborg stond in de Nederlandse buurtschap Genne, provincie Overijssel. Van de havezate zijn geen restanten bewaard gebleven: het huis lag op een plek waar zich tegenwoordig een waterplas bevindt.

## Geschiedenis
De oudste vermelding van Verborg dateert uit 1447: eigenaar Goert ten Water en zijn echtgenote Lysbeth van Voorst vestigden toen een jaarlijkse rente uit het goed Verborg ten gunste van het Sint-Agnietenklooster. Goert was niet alleen schepen in Zwolle, maar was ook dienstman van de bisschop van Utrecht. Hij werd in 1460 als riddermatige beschouwd en werd dus opgeroepen tot deelname aan de landdag en de klaring. Zijn bezittingen in Genne zal hij vervolgens hebben doorgegeven aan zijn zoon Simon.
In 1525 trouwde Simons zoon Goert ten Water met Cecilia van Spoelde. Goert bracht het goed Verborg mee in zijn huwelijk. Na zijn overlijden in 1544 vererfde Verborg aan zijn neefje Simon van Haersolte, die in datzelfde jaar trouwde met Gerritje van Broekhuysen. Simon en Gerritje kregen een dochter Elisabeth die vervolgens Verborg erfde.

### Bouw van het huis Verborg
Elisabeth van Haersolte trouwde met Gerrit van Laer en in 1578 woonden zij op Verborg, waar ze kennelijk een adellijk huis hadden laten bouwen. Als havezate was het goed vrijgesteld van belastingen, zoals Elisabeth in 1596 opnieuw liet bevestigen. Gerrit overleed in 1596 op Verborg, Elisabeth volgde in 1603. Hun zoon Willem van Laer erfde niet alleen Verborg, maar van vaderszijde verkreeg hij tevens de havezate Hoenlo. In 1611 werd Willem namens Hoenlo verschreven in de Ridderschap. Hij overleed rond 1630 en zijn dochter Aleid van Laer erfde nu de havezate Verborg.

### Leegstand en verval
Aleid van Laer verkocht de havezate in 1654 aan haar broer Lambert, die de havezate nog datzelfde jaar gebruikte om deel te nemen aan de Ridderschap. Hij zal waarschijnlijk nooit op Verborg hebben gewoond en overleed uiteindelijk kinderloos in 1664 in zijn woonplaats Deventer. De havezate kwam nu weer terug in handen van Aleid. Het huis stond leeg er raakte steeds meer vervallen. In 1682 verkocht zij de restanten aan Johan Willem van Rechteren (1658-1718), die de havezate slechts wilde gebruiken om in de Ridderschap terecht te komen. De landerijen bleven overigens in bezit van Aleid.

### Van Rechteren en Van Huffel
Johan Willem van Rechteren werd na zijn aankoop van Verborg in 1682 verschreven in de Ridderschap. Hij koos voor een militaire carrière bij de marine. Hij werd onder andere bevelhebber van het schip Schiedam, was in 1694 bevelhebber bij Duinkerken en deed mee aan de Zeeslag bij Malaga. Hij huwde Anna Elisabeth van Haersolte (†1711). Het stel kreeg geen kinderen.
De havezate Verborg was tussentijds door Johan Willem overgedragen aan zijn zuster Judith Aleida van Rechteren (1668-1749). Als vrouwe van Verborg diende zij daarom in 1705 mee te betalen aan de kosten voor de rivierdijk bij Genne. Judith Aleida huwde de militair Frederik Jan van Huffel, die in 1714 nog een mislukte poging deed om vanwege Verborg lid te worden van de Ridderschap. Hun zoon Adolf Julius Borchard van Huffel kreeg in 1732 het lidmaatschap wel voor elkaar en zou in 1746 zelfs nog drost van Salland worden, destijds de hoogte functie binnen Overijssel. Hij trouwde in 1739 met Cornelia Maria de Jonge van Ellemeet. Adolf gebruikte het huis Langeveldslo als woonplaats en vestigde zich in 1752 op het zojuist aangekochte huis Kranenburg. Hij overleed in 1762, zonder kinderen achter te laten. De havezate Verborg viel daardoor terug aan de familie Van Rechteren.
De nog minderjarige Frederik Lodewijk Christiaan graaf van Rechteren-Limpurg werd de nieuwe eigenaar van Verborg. Na de afschaffing van het feodale stelsel eind 18e eeuw was Verborg echter sterk in waarde verminderd, want het recht op verschrijving in de Ridderschap was komen te vervallen.

### Grindwinning
In 1964 verkochten de erfgenamen van Adolf Reinard Zeger graaf van Rechteren-Limpurg het havezateterrein aan de NV Aannemingsbedrijf voorheen J. Prinsgaarden. Het terrein lag buitendijks en was daarmee een geschikte locatie voor grindwinning. Van de havezate zijn dan ook geen restanten bewaard gebleven. Op de plek waar ooit het huis stond, ligt een waterplas als restant van de grindwinning.

## Beschrijving
Het adellijke huis zal vóór 1578 zijn gebouwd. Bij de vaststelling van het haardstedengeld in 1675 bleek er nog slechts sprake te zijn van drie haardsteden. Zeven jaar later werd het huis bij het haardstedengeld zelfs niet meer vermeld: het was dermate vervallen geraakt dat het niet meer meetelde. De enige waarde van de havezate zat nog in het recht op verschrijving in de Ridderschap en dus deelname aan de landdagen van Overijssel. Een tekening van Andries Schoemaker uit 1730 toont nog slechts een ruïne.
In 1759 boden de Staten van Overijssel aan de eigenaar nog de mogelijkheid om Verborg het recht van havezate te ontnemen en dit recht te transporteren naar een ander goed. Van deze mogelijkheid is door de eigenaar nooit gebruik gemaakt.
In 1811 werd in een taxatierapport melding gemaakt van een herenhuis, waarschijnlijk het ruïneuze overblijfsel van het 16e-eeuwse huis. Verder was er een boerderij met twee hooibergen. De boerderij werd in 1890 afgebroken en de huisplaats van het oude herenhuis is door grindwinning verdwenen. Op deze locatie ligt nu een waterplas.
Ahnem · Den Alerdinck · Arendshorst · Arkelstein · Averbergen · Beerze · Den Berg · Bergentheim · Blankena · Borgele · Boskamp · Boxbergen · Bredenhorst · Buckhorst · Campherbeek · Collendoorn · Den Dam · Dieze · Dingshof · Den Doorn · Hof te Dorth · Eerde · Egede · De Gelder · Gerner · Glinthuis · Gramsbergen · De Groote Scheere · De Grote Weede · De Haere · Haerst · Hagenvoorde · Heemse · Herxen · Hoenlo · Hofstede · 't Hogeholt · Hogenhof · 't Hoogehuis · Junne · Kranenburg · Krijtenberg · De Kuile · Het Laar · Langeveldslo · Leemcule · Luttenberg · Melenhorst · Mennigjeshave · Nijenhuis · Oosterveen · Den Ordel · De Pol (Olst) · De Pol (IJhorst) · Pothof · Rande · Rechteren · Het Reelaer · Rhaan · Rollecate · Rutenberg · Schoonheten · Schuilenburg · Vechterweerd · Velner · Venebrugge · Verborg · Voorst · Vrieswijk · Werkeren · Westerveld · Windesheim · Wittenstein · Wolfshagen · Zuthem